# Areosa

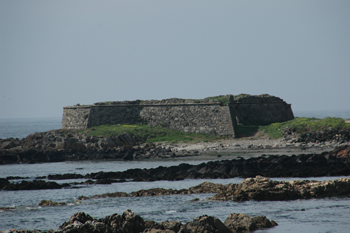
Fort von Areosa

Areosa ist eine Gemeinde (Freguesia) im nordportugiesischen Kreis Viana do Castelo der Unterregion Minho-Lima.
In ihr leben 4698 Einwohner (Stand 19. April 2021).

## Bauwerke
- Forte da Areosa